# Antoine de Rivarol
|  | Per a altres significats, vegeu «Rivarol». |

Antoine Rivaroli, dit de Rivarol, o simplement Rivarol, nascut el 26 de juny de 1753 a Bagnols-sur-Cèze i mort l'11 d'abril de 1801 a Berlín, fou un escriptor, periodista, assagista i pamfletista legitimista francès.

## Biografia

### Orígens
Antoine Rivarol era d'origen modest. El seu pare tenia un alberg a Bagnols-sur-Cèze, però devia ser un home cultivat. Va fer els seus estudis al seminari Sainte-Garde a Avignon gràcies a la benevolència de Bonaventure Baüyn, bisbe de Uzès, i va exercir durant algun temps com a preceptor a Lió. Però no va trigar a renunciar a l'estat eclesiàstic al qual la seva família l'havia destinat per escollir dedicar-se a la literatura.
Es feia ell mateix dir « comte Antoine de Rivarol » i pretenia pertànyer a una família de la noblesa italiana.Alguns afirmen que el seu nom autèntic era « Riverot » En realitat, era descendent d'una família piemontesa i el seu avi portava el nom de « Rivaroli », que el seu pare va afrancesar en « Rivarol »quan es va instal·lar a França. Va utilitzar diversos altres pseudònims : « autor del Petit Diccionari », « comte de Barruel », « un ciutadà actiu ci-devant de res », « cavaller de Kermol », « R.V.R.L. » i « Salomon ».

### Trajectòria
L'any 1776, se'n va anar a París, on va guanyar diversos premis acadèmics i es vas ennoblir fent-se cridar el cavaller de Parcieux —la seva àvia, efectivament estava emparentada amb el matemàtic Antoinde de Parcieux—, i desprçés, com el comte de Rivarol (torça noblesafalsa noblesa).:5
Va ser presentat a Voltaire i va col·laborar al Mercure de France. Va freqüentar els salons, on el seu esperit brillant i polemista causava meravella, fet que li va generar molt d'hora nombrosos i virulents enemics, dels quals el duc de Choiseul no va ser el menor. Va viure sempre separat de la seva dona d'origen anglès, Louise Mather-Flint, una traductora d'ascendència escocesa que havia traduït algunes obres de Samuel Johnson. Rivarol la va abandonar després d'una breu relació i del naeixement d'un fill.
Molt lligat amb Grimod de la Reynière, segons un pamflet anònim de l'època, hauria, compartit, juntament amb el cavaller de Champcenetz, el gust pels homes, anant, quan queia la nit, a sol·licitar-los al camí de Argenson al Palais-Royal. La Sàtira universal el qualificà com « Amic precoç de l'antítesi i dels travestiments » i  se'l va acusar «d'instruir massa bé els seus alumnes ».:5 Imbert de Boudeaux afirma al seu Recueil de lettres secrètes (1783), que als seus començaments a París, fins i tot es va prostituir, al jardí del Palais-Royal, Delille, per la seva banda, es venjà cruelment de les crítiques de Rivarol, fent que l'Acadèmie française, de la qual era membre, atorgués el premi a la virtut a Mme Lespanier, que havia « aliviat » l'esposa de Rivarol insinuant clarament fins a quin punt aquest negligia la seva dona. Rivarol no va poder anul·lar el premi, però va poder mantenir el nom de la seva dona fora de l’informe de l'informe precentiu. Segons Arsène Houssaye l'any 1876, hauria abandonat la seva dona per viure primer amb una certa Manette, a continuació amb una dama, la princesa Olgorouska. Es va divorciar el 1784.
Aquest mateix any va començat a tenir una certa notorietat pel seu Discours sur l'universalité de la langue française i la seva traducció de l'Infern de Dante.
L’any abans de l'esclat de la Revolució Francesa, ell i Champcenetz van publicar un fulletó, titulat Petit almanach de nos grands hommes pour 1788, que ridiculitzà sense misericòrdia un nombre important d’escriptors.
Rivarol era el principal periodista, comentarista i pamfletista entre facció d'aristòcrates d’orientació marcadament conservadora que acumulava un gran menysoreu pel republicanisme i es va convertir en un gran defensor de l'Antic règim.
El text de Rivarol es va publicar al Journal Politique d'Antoine Sabatier de Castres i a Actes des Apotres de Jean Gabriel Peltier. Va marxar de França el 1792, primer establint-se a Brussel·les, després es va traslladar successivament a Londres, Hamburg i Berlín, on va morir. Entre els seus rivals a Frannça es comptaven Alexis Piron i Nicolas Chamfort.
Esperant tornar a França sota el Directori, va ser a prop d'arribar-hi després del cop d'estat del 18 brumaire, però va emmalaltir i va morir a l'exili a Berlín, l'11 d'abril de 1801, a l'edat de 47 anys. Preparava una gran obra titulada : Théorie du corps politique, de la qual no n'ha quedat més que el pla i alguns pensaments disseminats a Pensées inédites de Rivarol. Va ser enterrat al cementiri de Dorotheenstadt, on el lloc de la seva tomba ha estat oblidat.

## Obres
- Lettre critique sur le poème des Jardins, suivie du Chou et du navet, 1782.
- Lettre à M. le Président de *** sur le globe airostatique, sur les têtes parlantes et sur l’état présent de l’opinion publique à Paris. Pour servir de suite à la Lettre sur le poème des Jardins, 1783.
- De l'universalité de la langue française, 1784.
- L’Enfer, poème du Dante, traduction nouvelle, 1785.
- Récit du portier du sieur Pierre-Augustin Caron de Beaumarchais, 1787.
- Le Petit Almanach de nos grands hommes, 1788.
- Première lettre à M. Necker, sur l’importance des opinions religieuses, 1788.
- Seconde lettre à M. Necker sur la morale, 1788.
- Le Songe d’Athalie, par M. G. R. I. M. De La R. E. Y. N., avocat au parlement, avec le chevalier de Champcenetz, 1788.
- Mémoire sur la nature et la valeur de l’argent, 1789.
- Le Petit Almanach de nos grandes femmes, accompagné de quelques prédictions pour l’année 1789, avec Louis de Champcenetz, 1789.
- Journal politique-national des États-Généraux et de la Révolution de 1789, publié par M. l’abbé Sabatier et tiré des Annales manuscrites de M. le Cte de R*** , 1789.
- Adresse à MM. les impartiaux ou Les amis de la paix réunis chez monseigneur le duc de La Rochefoucault, v. 1789.
- Petit dictionnaire des grands hommes de la révolution, par un citoyen actif, ci-devant rien, avec le chevalier de Champcenetz, 1790.
- Triomphe de l’anarchie, 1790.
- Épître de Voltaire à Mlle Raucour [sic], actrice du Théâtre-français, 1790.
- Le Petit Almanach de nos grands-hommes ; pour l’année 1790, 1790.
- Réponse à la réponse de M. de Champcenetz au sujet de l’ouvrage de madame la B. de S*** sur Rousseau, v. 1790.
- Essai sur la nécessité du mal, tant physique que moral, politique et religieux, par Soame Jenyns,... traduit de l’anglais, 1791.
- De la Vie politique, de la fuite et de la capture de M. La Fayette. Morceau tiré de l'Histoire de la révolution, 1792.
- Lettre à la noblesse française, au moment de sa rentrée en France sous les ordres de M. le duc de Brunswick, généralissime des armées de l’Empereur et du Roi de Prusse, 1792.
- Le Petit Almanach des grands spectacles de Paris, 1792.
- Adresse du peuple belge, à S. M. l’Empereur, 1793.
- Histoire secrète de Coblence dans la révolution française, 1795.
- Tableau historique et politique des travaux de l’Assemblée constituante, depuis l’ouverture des États généraux jusqu’après la journée du Plantilla:Date-, 1797.
- Discours préliminaire du Nouveau dictionnaire de la langue française, 1797.

## Reconeixement
- Stendhal l'evoca al Roig i el Negre, llibre segon, capítol VII « Un atac de gota ».
- Ernst Jünger ha traduït les maximes de Rivarol en alemany que es van publicar l'any 1956.
- El setmanari d'extrema dreta Rivarol és batejat en referència a l'obra antirevolucionària d'Antoine de Rivarol però, políticament, seria incorrecte de qualificar Rivarol d'home « d'extrem dreta ». Aquest va ser simplement un legitimista.
- El nom de la col·lecció Mètodes de l'editor científic Hermann prové d'una maxime de Rivarol: "Els mètodes són els costums de l'esperit i les economies de la memòria."